# Lavras da Mangabeira
Lavras da Mangabeira este un oraș în statul Ceará (CE) din Brazilia.